# Štefan Pažický
Štefan Pažičký (* 23. srpna 1940) je bývalý slovenský fotbalista, útočník.

## Fotbalová kariéra
V československé lize hrál za Dynamo Žilina. Dal 15 ligových dólů.

## Ligová bilance
| Ročník                                   | Zápasy | Góly | Klub           |
| ---------------------------------------- | ------ | ---- | -------------- |
| 1. československá fotbalová liga 1966/67 | -      | 2    | Jednota Žilina |
| 1. československá fotbalová liga 1967/68 | 19     | 3    | Jednota Žilina |
| 1. československá fotbalová liga 1968/69 | 22     | 3    | ZVL Žilina     |
| 1. československá fotbalová liga 1969/70 | 27     | 3    | ZVL Žilina     |
| 1. československá fotbalová liga 1970/71 | 19     | 4    | ZVL Žilina     |
| 1. československá fotbalová liga 1971/72 | -      | 0    | ZVL Žilina     |
| CELKEM 1. liga                           | -      | 15   |                |